# Coryphopteris seramensis
Coryphopteris seramensis là một loài dương xỉ trong họ Thelypteridaceae. Loài này được M.Kato mô tả khoa học đầu tiên năm 2007.
Danh pháp khoa học của loài này chưa được làm sáng tỏ. 